# Nemotelus nigrimanus
Nemotelus nigrimanus är en tvåvingeart som beskrevs av Lindner 1966. Nemotelus nigrimanus ingår i släktet Nemotelus och familjen vapenflugor. Inga underarter finns listade i Catalogue of Life.